# مغايرة جنسية قسرية
المغايرة الجنسية القسرية، هي الفكرة المتمثلة بافتراض المجتمع الأبوي امتلاك الجميع لتوجه مغاير جنسيًا وفرضه باعتباره معيارًا. تنطوي هذه النظرية على الرأي القائل إن جميع الناس قادرون على تبني المغايرة الجنسية بصرف النظر عن ميولهم الجنسية الشخصية، إذ يُروّج للمغايرة الجنسية باعتبارها الحالة الطبيعية لكلا الجنسين، ويُعتبر أي حيود عنها أمرًا غير محبذًا. حظي هذا المصطلح بشعبية كبيرة بعد أن ذكرته أدريان ريتش في مقالتها المعنون «المغايرة الجنسية القسرية ووجود المثلية الجنسية الأنثوية» في عام 1980.

## المفهوم والمصطلح
تنظر أدريان ريتش إلى المغايرة الجنسية بوصفها مؤسسةً سياسيةً داعمةً لهيمنة الرجال الأبوية على النساء في المجتمع، وتعتقد أن الأدب النسوي لايزال خاضعًا للمعايير المغايرة الجنسية. ترى ريتش أن المؤلفات النسويات لا يمتلكن فهمًا كافيًا حول بعض المؤسسات مثل الزواج، فهي مجرد مفاهيم اجتماعية أُضفي عليها صفة ذاتية قبل أن يعاد طرحها في المجتمع. تحدد هذه المؤسسة معايير العلاقات الجنسية والرومانسية، وتستبعد كل من لا تنطبق عليه هذه المعايير.
تُعتبر المغايرة الجنسية القسرية بمثابة مؤسسة من شأنها أن تضغط على الأفراد منذ ولادتهم، إذ يُفترض أن يكون الفرد مغاير جنسيًا حتى يُثبت العكس. يتعرض الأفراد الذين ينتمون إلى الأقلية من حيث ميولهم الجنسية إلى صعوبات خلال تطويرهم لهويتهم العالمية بحسب ساندرا ليبسيتز بيم، إذ يحاول هؤلاء الأفراد التحقيق في تجاربهم وحواسهم الذاتية المنافية لمعايير المجتمع. ينظر هؤلاء الأفراد إلى ميولهم الجنسية بوصفها جزءًا لا يتجزأ من علاقاتهم مع الآخرين وأساسًا لهويتهم العامة.

## العوامل

### تجليات السلطة الذكورية
تُعتبر الهيمنة الذكورية في المجتمع الأبوي عاملًا رئيسيًا في فرض المغايرة الجنسية الأنثوية القسرية، إذ يتجسد الهدف منها في إجبار المرأة على تلبية احتياجات الرجل. تنطوي المغايرة الجنسية على فرض الرجال لكل من العلاقات المغايرة والزواج على النساء في ظل المجتمع الأبوي. تؤمن كاثلين جوف بوجود 8 خصائص لـ «السلطة الذكورية في المجتمعات القديمة والمعاصرة»، وهي:
1. رفض جنسانية المرأة.
2. فرض الجنسانية الذكورية على المرأة.
3. استغلال عمالة المرأة.
4. التحكم بعلاقة المرأة بأطفالها أو حرمانها منهم.
5. تقييد المرأة على الصعيد الجسدي.
6. استخدام المرأة كأداة في التعاملات الذكورية.
7. تجريد المرأة من إبداعيتها.
8. حرمان المرأة من المعرفة والتحصيل الثقافي.[6]

تخلق هذه الخصائص مجتمعةً ثقافةً تُجبر المرأة على الاقتناع بحتمية المغايرة الجنسية والعلاقات المغايرة، وذلك من خلال «السيطرة على وعيها»، ولا سيما عند استخدام هذه الخصائص جنبًا إلى جنب مع محو المثلية الجنسية الأنثوية.
تُستخدم المغايرة الجنسية لإجبار النساء على الاعتماد على الرجال في تلبية رغباتهن واحتياجاتهن. تعتقد المثليات الجنسيات الراديكاليات باستحالة وجود المثلية الجنسية في ظل مجتمع متسم بالهيمنة الذكورية، لذا ينبغي على النساء اللاتي يرغبن في تحقيق ذواتهن النهوض ببعضهن البعض بدلًا من الاستسلام للقمع الذكوري. قد تكون المغايرة الجنسية الأنثوية مجرد ستار للوصول إلى السلطة عن طريق الرجال بدلًا من كونها شكل من أشكال الانجذاب الجنسي، إذ تدمج التنشئة الاجتماعية للذكور بين القوة والهيمنة من جهة والانجذاب الجنسي من جهة أخرى.

### محو المثلية الجنسية الأنثوية
تُبقي المغايرة الجنسية القسرية النساء خاضعات للنظام الأبوي وفقًا لريتش، فهي لا تسمح لهن باستكشاف الجنسانية غير المغايرة كالهويات المثلية الأنثوية مثلًا. تؤمن ريتش بـ «استمرارية» العلاقات المثلية الأنثوية بصرف النظر عن الرغبة الجنسية الكامنة في هذه العلاقات، وتعتقد أن الاختيار الجنسي ضروري لتمكين المرأة في ظل الهيمنة الذكورية.
يستبعد الأدب النسوي الهوية المثلية الجنسية الأنثوية من قائمة الخيارات الممكنة والطبيعية للنساء في زمن ريتش. تقول ريتش إن الأدب النسوي يفترض امتلاك النساء لـ «ميول جنسية فطرية» مغايرة جنسيًا، فضلًا عن نظره للهويات المثلية الجنسية الأنثوية على أنها مجرد رد فعل عنيف تجاه الرجال ليس هوية قائمة في حد ذاتها. لا يتناول الأدب النسوي مسألة المغايرة الجنسية القسرية بشكل كاف، ولا يحقق في احتمالية اختيار النساء للمغايرة الجنسية في ظل مجتمع غير أبوي.
يُمكن اعتبار مسألة محو المثلية الجنسية الأنثوية قضيةً متعلقةً بالرعاية الصحية. يفترض الأطباء امتلاك جميع المرضى ميولًا جنسيةً مغايرةً، إذ يبدأ الطبيب بسؤال «هل أنت نشط جنسيًا؟» ثم يسأل عن وسائل منع الحمل وغيرها من الأسئلة المتعلقة بالعلاقات المغايرة جنسيًا، دون أن يفكر في احتمالية امتلاك المريضة ميولًا جنسيةً مثليةً. قد ينطوي تعامل الأفراد غير المغايرين جنسيًا مع مقدمي الرعاية الصحية غير المدركين لميول مرضاهم الجنسية على تفويت مشكلة طبية ما أو معالجتها بشكل خاطئ.
يُنظر إلى النساء غير المغايرات جنسيًا -كالنساء المثليات أو ثنائيات الميول الجنسي- على أنهن أكثر قدرةً على إدراك القيود التي تفرضها العلاقات المغايرة الجنسية، ويعود السبب في ذلك إلى صعوبة تكيفهن مع اللامساواة في العلاقات المغايرة الجنسية مقارنةً بالنساء المغايرات جنسيًا اللاتي يعتقدن أن المغايرة الجنسية هي الخيار الوحيد.

### النظرية التطورية
يتمثل الدافع الرئيسي وراء المغايرة الجنسية القسرية في التطور الذي يربط قيمة التوجه الجنسي بالإنجاب. يُعتبر الإنجاب أمرًا ضروريًا لاستمرارية النوع من الناحية التطورية، فهي الطريقة الوحيدة لانتقال الجينات. ينطوي هذا الفهم البيولوجي الأولي على معان ضمنية، فهو يصور المغايرة الجنسية بوصفها الشكل «الطبيعي» للعلاقات، ما يعني أن المثلية الجنسية خصوصًا -وغيرها من أشكال الأقلية الجنسانية- أمرًا «غير طبيعي». عبرت سدمان عن هذه الفكرة بقولها إن «العلم قوة أخلاقية عملية جبارة».

### الدين
تتمسك معظم الأديان بنموذج ثنائي للجنسانية، ويُعتبر ذكر آدم وحواء في الإنجيل بصفتهما نقطة البداية بالنسبة للبشرية مثالًا على ذلك. تشتمل الأمثلة الأخرى على نصوص معينة مثل النص المذكور في سفر اللاويين: «ولا تضاجع ذكرًا مضاجعة امرأة. إنه رجس». طبّقت المؤسسات الدينية مبادئ توجيهية أخلاقية صارمة على مر الزمن، ولا سيما فيما يتعلق بمسألة الزواج والأمور الأخرى المقبولة في نظر الله. يتجلى هذا الأمر في استخدام قادة الكنيسة لنفوذهم بهدف فرض المغايرة الجنسية القسرية، والمبادئ التي يؤمن بها الأتباع المخلصون لهذا المعتقد.

يواجه المثليون جنسيًا صعوبات عديدة فيما يتعلق بتقبل الناس لهم، ولا سيما في منطقة الحزام الإنجيلي:
«لا شك في إن التمييز ضد المثليين جنسيًا هو آخر أشكال التمييز [المقبولة] الصامدة. استطاع معظم الناس التخلص من الاعتداءات الصريحة المتحيزة عرقيًا أو جنسيًا، لكن لاتزال إهانة المثليين جنسيًا أمرًا مقبولًا لدى الكثير من الناس. يُطلق على المثليين جنسيًا أسماءً تهكميةً، ويُلامون على مشاكل المجتمع، ويتعرضون للإذلال بسبب ميولهم الجنسية».
قد تفرض أغلبية الأديان نموذجًا ثنائيًا للجنسانية، لكن «يؤمن العديد من البيوريتانيين في نيو إنجلاند الاستعمارية بامتلاك جميع البشر رغبات جنسيةً مثليةً إلى جانب الرغبات الجنسية المغايرة، ويعتقدون أن المسيحي الصالح هو القادر على توجيه هذه الرغبات واستخدامها في الجنس الإنجابي في إطار الزواج». انتقلت هذه الأيديولوجية إلى المسيحية المحافظة الحديثة، وأصبحت متجسدة في الفكرة القائلة إنه كلما ازداد تقبل الناس للمثلية الجنسية كلما زاد استسلام الناس لرغباتهم الجنسية المثلية.